# Friedrich Magnus Schwerd

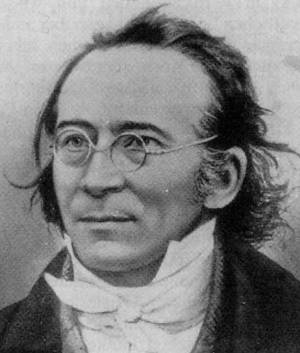
Friedrich Magnus Schwerd

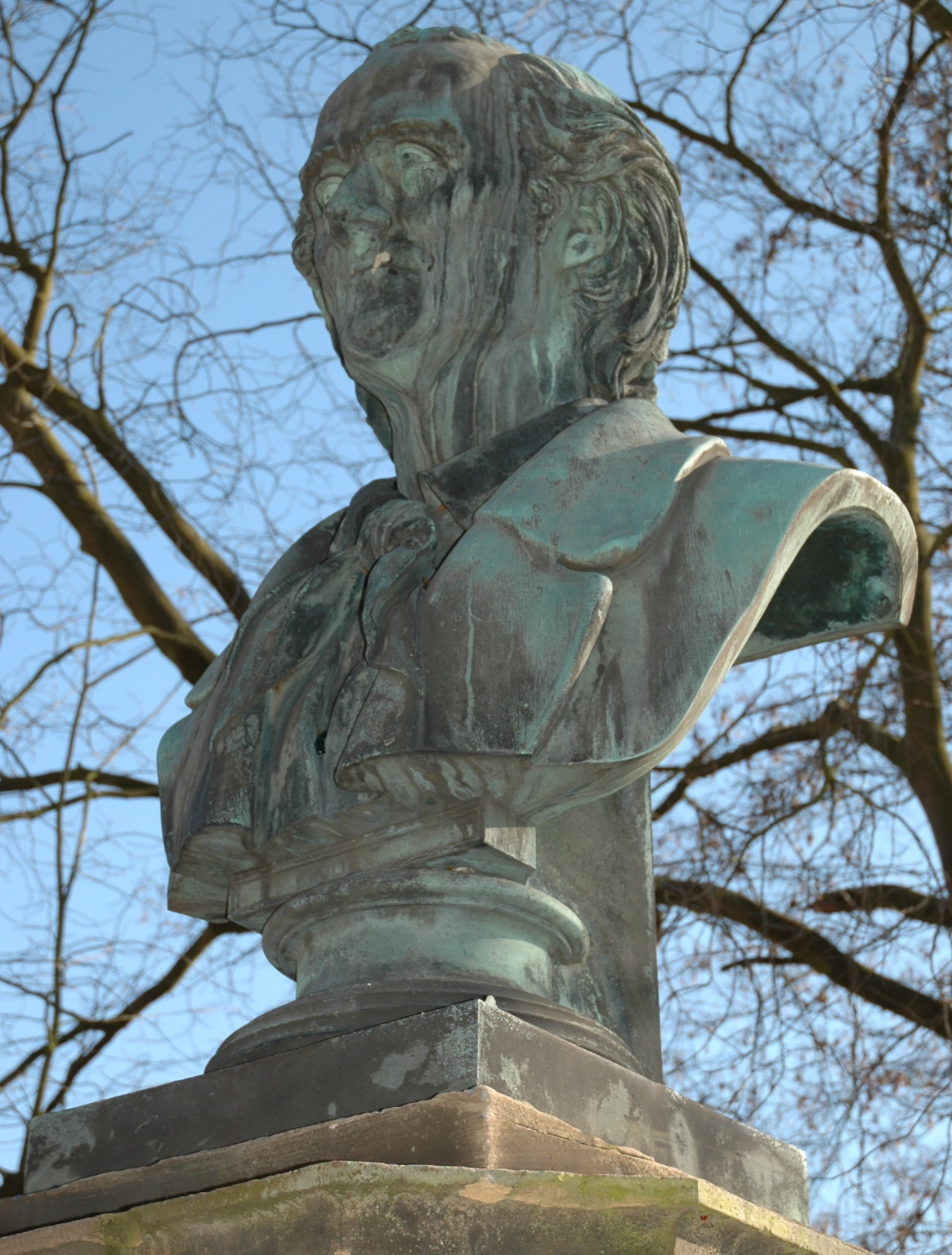
Seine Büste, gegossen von Ferdinand von Miller, neben dem Dom in Speyer

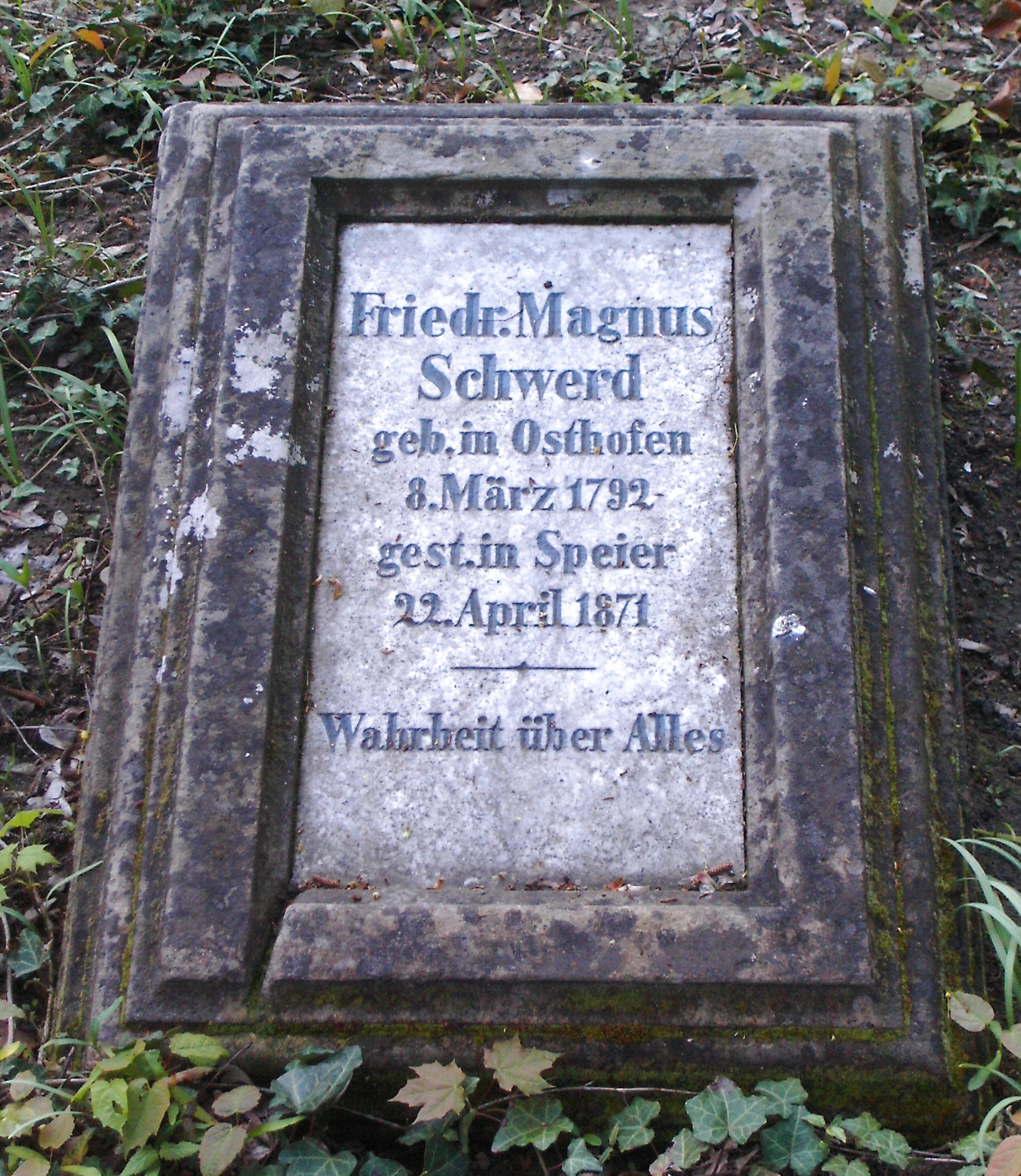
Grabplatte, Alter Friedhof Speyer

Friedrich Magnus Schwerd (* 8. März 1792 in Osthofen; † 22. April 1871 in Speyer) war ein deutscher Gymnasiallehrer, Geodät, Astronom und Physiker.

## Leben und Wirken
Friedrich Magnus Schwerd war der Sohn des Gerichtsschreibers Ludwig Schwerd und dessen Ehefrau Elisabetha, geborene Gilardone. Bis zu seinem 14. Lebensjahr besuchte der Junge keine reguläre Schule, sondern wurde vom katholischen Pfarrer Bernhard Nägele in Eich (Rheinhessen) unterrichtet. 1809–1813 studierte er in Mannheim und Mainz.
Von 1814 bis zu seinem Tod war Schwerd als Lehrer für Mathematik und Physik, daneben auch für Latein, Griechisch und Biologie, an der Königlichen Studienanstalt in Speyer, dem heutigen Gymnasium am Kaiserdom, tätig. Er erwarb sich hohes Ansehen mit seinen wissenschaftlichen Arbeiten. Auf dem Gebiet der Astronomie nahm er Präzisionsmessungen an 1751 Sternen vor. Ein 1828 von ihm veröffentlichtes mathematisches Lehrbuch wurde auch noch 100 Jahre später in englischer Übersetzung in New York verwendet. 1830 erstellte er eines der Blätter des Sternkartenwerks der Königlich-Preußischen Akademie der Wissenschaften zu Berlin. Seit 1855 war er auswärtiges Mitglied der Bayerischen Akademie der Wissenschaften.
In der Geodäsie (Erd- und Landvermessung) entwickelte er mit dem Prinzip der Schwerdschen kleinen Basis ein neues Messverfahren, das bis zur Ablösung durch die heutige Vermessung durch Satelliten benutzt wurde. Ausführlich widmete Schwerd sich den Untersuchungen der Lichtausbreitung an Blenden verschiedener Art und entwickelte die zugehörigen Berechnungen auf der Basis der Wellentheorie. Am 12. Juni 1860 verlieh ihm König Maximilian II. von Bayern das Ritterkreuz I. Klasse des Verdienst-Ordens vom Hl. Michael. Er wurde auf dem Alten Friedhof Speyer bestattet, wo seine Grabplatte auf dem heutigen Domkapitelsfriedhof erhalten ist.
Einer der berühmtesten Schüler von Friedrich Magnus Schwerd war der auch naturwissenschaftlich sehr interessierte, spätere Priester Paul Josef Nardini (1821–1862), der 2006 seliggesprochen wurde.
Sein Enkel war der Ingenieur Friedrich Schwerd (1872–1953), der den kompletten handschriftlichen Nachlass seines Großvaters Friedrich Magnus Schwerd besaß, und sein Urenkel der Rechtsmedizin-Professor Wolfgang Schwerd († 2014).

## Posthume Ehrungen
Nach Friedrich Magnus Schwerd wurde das Friedrich-Magnus-Schwerd-Gymnasium in Speyer benannt.

## Schriften
- „Die kleine Speyerer Basis oder Beweis, daß man mit einem geringen Aufwand an Zeit, Mühe und Kosten durch eine kleine genau gemessene Linie die Grundlage einer großen Triangulation bestimmen kann.“ (Speyer 1822)
- „Rechenbuch mit besonderer Rücksicht auf die metrischen Maaße und Gewichte.“ (Speyer 1828)
- „Astronomische Beobachtungen, angestellt auf der Sternwarte des Königl. Lyzeums in Speyer. 3 Abteilungen“ (Speyer 1829/30)
- „Analytische Untersuchungen des Weges, den die Spitze eines Winkels beschreibt, dessen Schenkel eine Linie der zweiten Ordnung berühren (Jahresbericht über die K. Studien-Anstalt zu Speyer im Rheinkreise).“ (Speyer 1830)
- „Die Beugungserscheinungen aus den Fundamentalgesetzen der Undulationstheorie analytisch entwickelt und in Bildern dargestellt.“ (Mannheim 1835)
- „Abhandlungen über Sternbeochbachtungen in H.Ch. Schumachers Astronomischen Nachrichten.“ Bd. 1, 2, 4, 5, 6, 8, 13. (Altona 1823 ff.)